# دورة (جدول دوري)

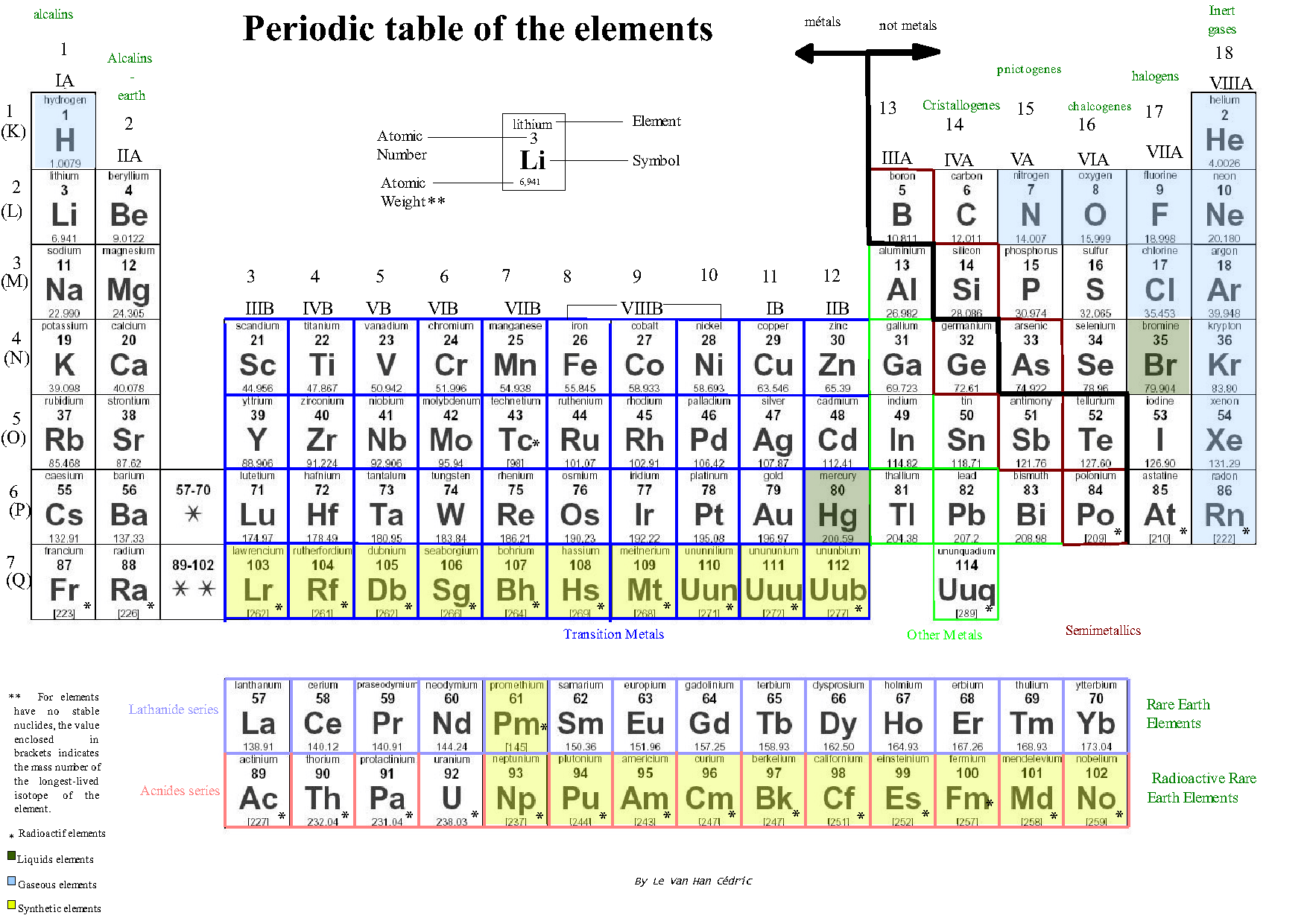

الدورة في الجدول الدوري تعنى الصف الأفقي في الجدول.
عدد إلكترونات التكافؤ تحدد إلى أي دورة يتنتمى العنصر. كل غلاف من أغلفة الطاقة في ذرات العناصر ينقسم إلى مستويات فرعية عديدة، والتي تمتلئ بزيادة الرقم الذري للعناصر طبقا للترتيب التالي:
```
 1s 
2s  2p 
3s  3p 
4s 3d 4p 
5s 4d 5p 
6s 4f 5d 6p 
7s 5f 6d 7p 
8s 5g 6f 7d 8p 
...
```

هذا الترتيب يماثل ترتيب الجدول الدوري. ونظرا لأن الإلكترونات في مستويات الطاقة الخارجية هي التي تحدد خواص العناصر الكيميائية، فإن العناصر تميل لأن تكون متشابهه في مجموعات الجدول الدوري.
العناصر التي تلى بعضها في مجموعة الجدول الدوري يكون لها خواص فيزيائية متشابهه بالرغم من الاختلاف الكبير بين كتلة كل منها. بينما العناصر التي تلى بعضها في دورة الجدول الدوري يكون لها كتلة متشابهه ولكن تختلف في خواصها الفيزيائية.